# ファンタジア・クラス

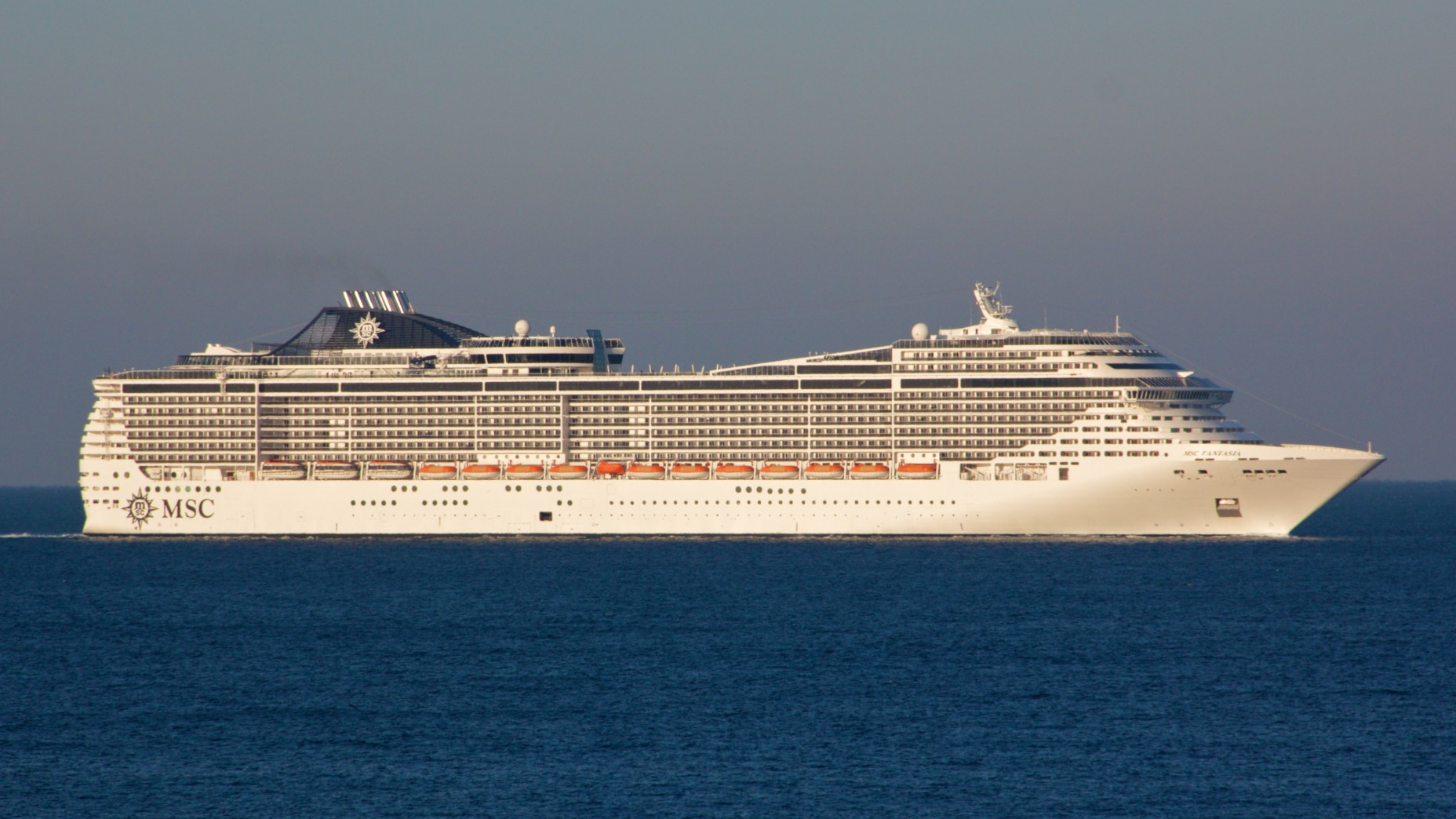
MSC ファンタジア

ファンタジア・クラス（英語名:Fantasia class）は、MSCクルーズが所有する3隻のクルーズ客船のシップクラスである。

## データ
- 総トン数：138,000トン
- 全長　　：333.30m
- 全幅　　：37.89m
- 喫水　　：8.29m
- コスト　：5億5000万ドル

## 船舶
- MSC ファンタジア（2008年就航）
- MSC スプレンディダ（2009年就航）
- MSC ディビーナ（2012年就航予定）